# Spirit of Ecstasy

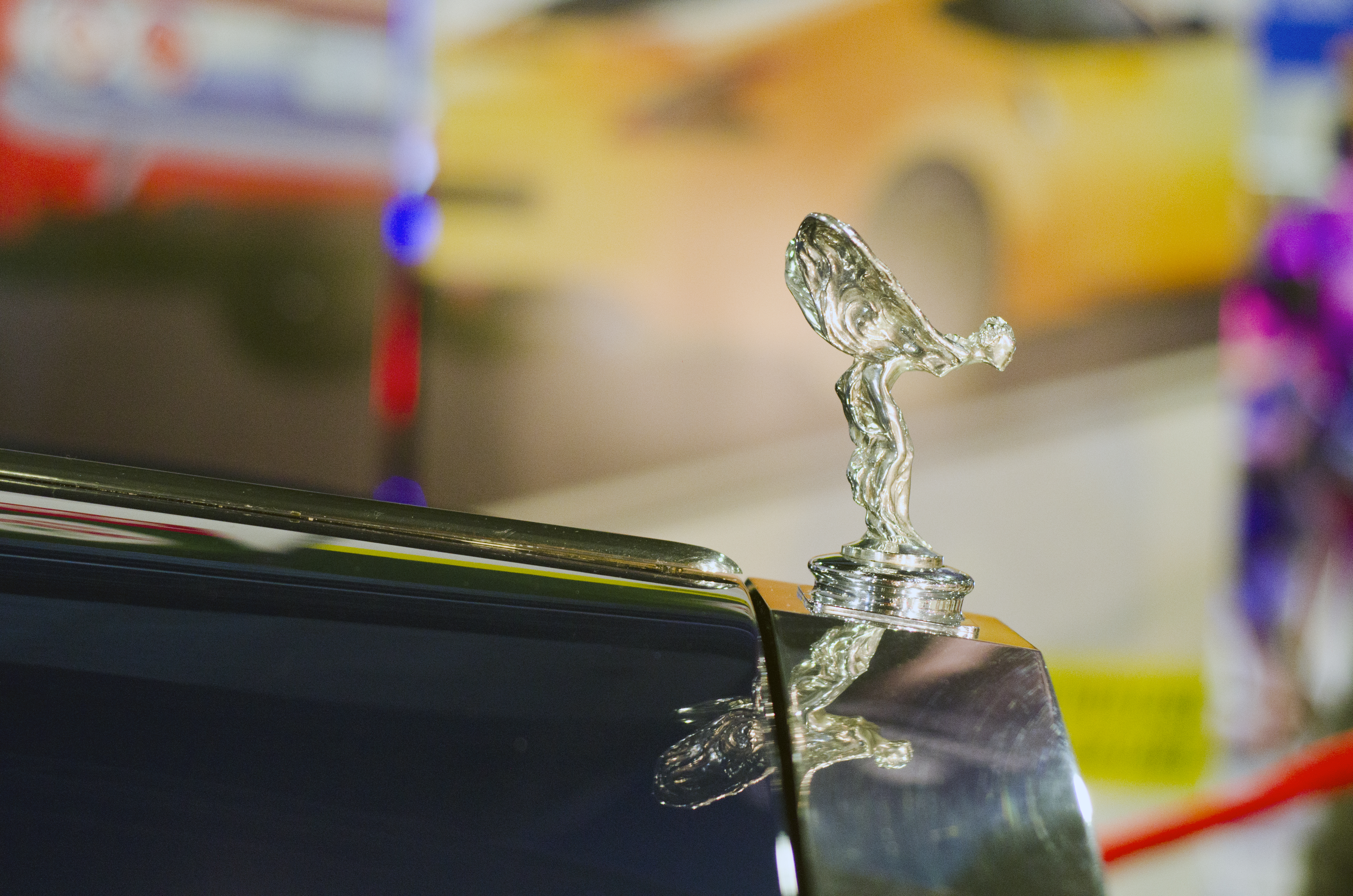
Spirit of Ecstasy på en Rolls-Royce-bil.

Spirit of Ecstasy är den kylarprydnad  som pryder alla personbilar av märket Rolls-Royce. Det är en liten statyett som har formen av en kvinna som lutar sig framåt med armarna utsträckta bakom och ovanför sig. Böljande tyg löper från hennes armar ner på ryggen och formar vingar. Kylarprydnaden var ursprungligen kallad Spirit of Speed. Spirit of Ecstasy har även smeknamnen Emily, The Flying Lady (den flygande damen) eller Nelly in Her Nighty (Nelly i nattlinnet). 
Spirit of Ecstasy användes första gången den 6 februari 1911 och designades av Charles Sykes och är modellerad efter Eleanor Velasco Thornton. Thornton var sekreterare och älskarinna till John Walter Edward Douglas-Scott-Montagu, som var vän till Sykes och hängiven motorentusiast. Han köpte den första statyetten till sin egen Rolls-Royce. Fram till år 1914 var statyetten silverpläterad, men nu för tiden är den tillverkad av rostfritt stål. Man kan på beställning få den i sterlingsilver eller 24 karats guld.
När BMW 1998 köpte Rolls-Royce så var det uppenbart att originalgjutformen var ganska sliten och att en ny skulle tillverkas. Med modern datorteknik och genom att studera gamla foton på Eleanor Velasco Thornton så har man lyckats att återskapa detaljer som gått förlorade genom förslitning när den gamla gjutformen användes.
På moderna Rolls-Royce fälls statyetten av säkerhetsskäl ner i kylaren antingen genom en knapptryckning på instrumentpanelen eller när man tar ur nyckeln ur tändningslåset.